# 이근면
이근면(~ , 경기도 파주)은 대한민국의 정무직공무원이자 전직 기업인이다.

## 학력
- 중동고등학교
- 성균관대학교 화학공업 학사
- 아주대학교 대학원 경영학 석사

## 주요 경력
- 1976년 : 삼성그룹 입사
- 1982년 ~ 1986년 : 삼성코닝 인사과 과장
- 1986년 ~ 1991년 : 삼성종합기술원 관리부 부장
- 1994년 ~ 1997년 : 삼성SDS 인사지원실 실장, 삼성SDS 교육본부 본부장
- 1997년 ~ 1998년 : 삼성전자 글로벌마케팅연구소 소장
- 2001년 : 한국인사관리협회 이사
- 2005년 : 삼성전자 정보통신총괄 인사팀 팀장(전무)
- 2009년 : 삼성광통신 대표이사 부사장
- 2011년 : 삼성광통신 경영고문
- 청년미래네트워크 운영위원장
- 청년위함 운영위원장
- 2014년 ~ 2016년 6월 : 인사혁신처 처장
- 성균관대학교 특임교수
- 사람들연구소 이사장

## 저서
- 《하룻밤에 끝내는 면접의 키포인트 55》(위즈덤하우스, 2009년) ISBN 9788960862142
- 《정규사원으로 직행하기 위해 꼭 알아야 할 인턴 기본서 A to Z - 인턴에서 100% 취업 성공하기》(조재천·이근면 공저, 인키움, 2014년) ISBN 9788995220047

| 전임 (초대) | 제1대 인사혁신처장 2014년 11월 19일 ~ 2016년 6월 24일 | 후임 김동극 |